# Hemibagrus planiceps
Hemibagrus planiceps es una especie de pez de la familia Bagridae en el orden de los Siluriformes.

## Morfología
Los machos pueden llegar alcanzar los 33,5 cm de longitud total.

## Distribución geográfica
Se encuentra en Sumatra,  Java y en la cuenca del río Mekong.